# Conopsis megalodon
Espèce
Synonymes
- Toluca megalodon Taylor & Smith, 1942
- Toluca conica Taylor & Smith, 1942

Statut de conservation UICN

 LC  : Préoccupation mineure
Conopsis megalodon est une espèce de serpents de la famille des Colubridae.

## Répartition
Cette espèce est endémique des États de Guerrero et Oaxaca dans le sud du Mexique. Elle se rencontre dans la Sierra Madre del Sur entre 1 730 et 3 200 m d'altitude.

## Description
Conopsis megalodon mesure entre 107 et 250 mm. Son dos est brun ou rougeâtre et présente une ligne vertébrale composée de taches hexagonales, ses flancs sont ornés d'un motif en forme de mosaïque. Son ventre est uniformément jaunâtre. Cette espèce se différencie de Conopsis nasus, la seule du genre avec laquelle elle puisse être confondue, par sa coloration rousse et sa taille plus petite (Conopsis nasus pouvant atteindre 300 mm), mais également par son aire de répartition qui se limite à la Sierra Madre del Sur où Conopsis nasus n'est pas présente.

## Publication originale
- Taylor & Smith, 1942 : The snake genera Conopsis and Toluca. University of Kansas science bulletin, vol. 28, n. 15, p. 325-363 (texte intégral).